# Tysondog
Tysondog ist eine englische New-Wave-of-British-Heavy-Metal-Band aus Newcastle upon Tyne, die im Jahr 1982 unter dem Namen Orchrist gegründet wurde und sich 1987 auflöste. Seit 2008 ist die Band wieder aktiv.

## Geschichte
Die Band wurde im Sommer 1982 gegründet. In ihrer Anfangszeit nannte sich die Band noch Orchrist und bestand aus dem Sänger Alan Hunter, dem Bassisten Kevin Wynn und dem Gitarristen Paul Burdis, ehe sie sich kurze Zeit später in Tysondog umbenennen sollte. Hunter übernahm daraufhin auch die E-Gitarre. Die Bandname Tysondog wurde nach dem Hund namens Tyson, der einer Freundin eines Bandmitgliedes gehörte, gewählt. Durch ein Demo, das drei Lieder enthielt und auf dem noch Brian Ross als Sänger zu hören ist, wurde das Label Neat Records auf die Band aufmerksam. Hierüber erschien 1983 die Single Eat the Rich, die neben dem titelgebenden Lied auch den Song Dead Meat enthielt. Auf dem Tonträger sind Clutch Carruthers als Sänger und Peter Reeve als Schlagzeuger zu hören. Carruthers übernimmt den Gesang auf Dead Meat, während Alan Hunter in Eat the Rich als Sänger zu hören ist. Eat the Rich ist zudem auch im Film The Chain zu hören. Durch die Veröffentlichung konnte das Quintett seine Bekanntheit steigern. Anfang 1984 kam Ged „Wolf“ Cook als neuer Schlagzeuger zur Besetzung, da Reeve die Band verlassen hatte, um Schauspieler zu werden und spielte ebenfalls in The Chain mit. Zu dieser Zeit half der Gitarrist Alan Hunter auch bei Satan als Sänger aus, da deren Sänger Brian Ross die Band verlassen hatte und dadurch Auftritte in Europa in Gefahr waren.
Danach begann Tysondog mit Conrad Lant von Venom als Produzenten den Aufnahmen zum Debütalbum, das 1984 unter dem Namen Beware of the Dog bei Neat Records erschien. Lant steuerte für das Lied Demon Backing Vocals bei. Er gab später an, dass er die Band „Scheiße“ fand und Tysondog nur für eine Imitation von Judas Priest halte. Er habe das Album nur produziert, da Ged Cook der Bruder des Venom-Managers Eric Cook war. Kurz nach den Aufnahmen verließ der Schlagzeuger Cook die Band wieder, trat Atomkraft bei und wurde durch Rob Walker ersetzt. Der Veröffentlichung des Albums folgten landesweite Auftritte, sowie auch in den Niederlanden auf dem Dynamo Open Air und dem Aardschok Festival. Zudem spielte die Band unter anderem auch in London im Royal Standard, wo im Publikum auch Lars Ulrich anwesend war. 1985 erschien die EP Shoot to Kill, die die drei Lieder Shoot to Kill, Back to the Bullet und Changeling, die auf keinem Album zu hören waren, sowie eine neu aufgenommene Version des Liedes Hammerhead enthält. Das Lied T.W.A.T., das ebenfalls bei den Aufnahmen zur EP entstanden war, war zudem exklusiv auf dem Roadrunner-Records-Sampler 12 Commandments to Metal enthalten. Der Veröffentlichung war eine Tour zusammen mit Madam X geplant, diese musste jedoch abgesagt werden. Nach der Veröffentlichung wurde Eric Cooke ebenfalls Manager der Band. Da der Sänger Clutch Carruthers aufgrund der gesundheitlichen Folgen eines Autounfalls auf dem Weg zum Marquee Club pausieren musste, wurde es still um die Band, ehe sie sich im Jahr 1986 mit dem Album Crimes of Insanity, das anfangs noch Taste of Hate heißen sollte, zurückmeldete. Auf dem Album war Alan Hunter nur noch gelegentlich als Gitarrist zu hören, da er kein Vollzeitmitglied der Gruppe mehr war. Er sollte später Pariah beitreten. 1986 erschien die Single School’s Out, die eine Coverversion des gleichnamigen Alice-Cooper-Liedes war, welches auch bereits auf Crimes of Insanity enthalten war. Bei einer Feier zur 100. Ausgabe des Kerrang spielte die Band zusammen mit Warlock das Judas-Priest-Lied You've Got Another Thing Comin’. Eine geplante Tour durch die USA zusammen mit Venom musste abgesagt werden, da die Band keine Arbeitserlaubnis erhalten konnte. Zudem verlor die Band ihren Vertrag bei Neat Records. Aufgrund interner Probleme gab die Band Anfang 1987 ihre Auflösung bekannt. Dadurch konnten die bereits angefertigten Aufnahmen, darunter eine Coverversion des Sex-Pistols-Liedes Pretty Vacant, für ein drittes Album nicht mehr erscheinen. Der letzte Auftritt der Gruppe wurde in Newcastle abgehalten, an dem auch Alan Hunter teilnahm. Rock Brigade Records veröffentlichte eine Kompilation aus beiden Alben, wobei Aufnahmen von den Shoot-to-Kill-Sessions als Bonus enthalten sind. 2002 erschien die Kompilation Painted Heroes – The Anthology, die das bisher gesamte musikalische Schaffen der Band enthielt. Die Veröffentlichung fand über Castle Music, ein Sublabel von Sanctuary Records, statt.
Im Jahr 2008 wurde die Band neu gegründet. Am 20. Juli 2014 unterzeichnete die Band einen Plattenvertrag mit Rocksector Records auf dem SOS Festival in Manchester. Mittlerweile besteht die Band aus dem Sänger Carruthers, dem Bassisten Wynn, dem Gitarristen Burdis, sowie dem Schlagzeuger Phil Brewis und dem Gitarristen Stevie Morrison.

## Stil
Laut Malc Macmillan in seinem Buch The N.W.O.B.H.M. Encyclopedia enthält die Musik von Tysondog Gemeinsamkeiten mit der von Blitzkrieg, Trident und Cloven Hoof. Crimes of Insanity habe sich stärker dem Power Metal angenähert. Joop van Nijmweggan schrieb im Metal Hammer über Beware of the Dog, dass es sich hierbei um gewöhnlichen Heavy Metal wie von Spartan Warrior oder Dark Heart handelt. Uwe Lerch vom Crash schrieb in seiner Rezension zu Crimes of Insanity, dass die Band live zwar überzeugen kann; dies gelinge der Band im Studio jedoch nur bedingt. Martin Popoff schrieb in seinem Buch The Collector’s Guide of Heavy Metal Volume 2: The Eighties über Beware of the Dog, dass man dem Album einen Judas-Priest-Einfluss anhören kann. Die Band sei wie Tank, jedoch mit weniger Talent, oder auch die frühen Jaguar. Der Tonträger sei grob aufgenommen und ausgeführt worden und zudem sei die Musik schlecht geschrieben. Jedoch sei ein Wille zu erkennen, was sie mit Fist gemeinsam hätten. Auf Crimes of Insanity gebe sich die Band zwar professioneller, jedoch büße man dadurch auch Individualität ein.

## Diskografie
- 1983: Eat the Rich (Single, Neat Records)
- 1984: Beware of the Dog (Album, Neat Records)
- 1985: Shoot to Kill (EP, Neat Records)
- 1986: Crimes of Insanity (Album, Neat Records)
- 1986: School’s Out (Single, Neat Records)
- 1999: Crimes of Insanity / Beware of the Dog (Kompilation, Rock Brigate Records)
- 2002: Painted Heroes – The Anthology (Kompilation, Neat Records)
- 2012: Hammerhead 2012 (EP, Global Music)
- 2015: Cry Havoc (Album, Rocksector)
- 2022:  Midnight (Album)